# リラック
リラック(Lirac)は、フランス南部オクシタニー地域圏ガール県東部にある、人口700人あまりの小さな村である。ローヌワインのひとつ「リラック」を生産している。

## 地理
ローヌ川右岸（西側）に位置し、ロゼワインの産地としてよく知られているタヴェル村のすぐ北側に位置する。